# Pherbellia pninae
Pherbellia pninae är en tvåvingeart som beskrevs av Knutson och Amnon Freidberg 1983. Pherbellia pninae ingår i släktet Pherbellia och familjen kärrflugor.
Artens utbredningsområde är Israel. Inga underarter finns listade i Catalogue of Life.